# Nikon D200
La Nikon D200 è una macchina fotografica reflex digitale professionale, superiore alle "consumer" come Nikon D40 e Nikon D80 ma inferiore a reflex "ammiraglie" come Nikon D2Hs e Nikon D2Xs.
Presentata da Nikon nel novembre 2005 è stata poi sostituita dalla D300 prima, e dalla D300s poi.
La D200 è l'ultima reflex professionale a montare un sensore di tipo CCD. Dalla D300 in poi, infatti, Nikon monterà CMOS sino all'odierna produzione.
Il sensore della D200 è da 10.1 Megapixel in formato DX, caratterizzato da un rumore elettronico molto contenuto.
Il corpo è in lega di magnesio, tropicalizzato. Caratteristiche, queste, che unite ad una velocità di scatto fino a 5 fps, ne decreteranno il successo tra gli amatori evoluti ed i professionisti in cerca di una B-Cam efficace.
In foto è rappresentata una D200 con ottica Nikkor 17-55 f/2.8 e flash separato Nikon SB800.